# Llista d'unitats de mesura de l'antiguitat

## Babilònia
Mesures de longitud
- Nikkas
- Qanu
- Ubanu
- Suppu

## Antiga Grècia
Mesures de longitud
- Metretes
- Pous
- Parasange
- Daktylos

Mesures de volum
- Medimnos

## Antiga Roma
Vegeu Unitats de mesura romanes